# Bušinja vas
Bušinja vas este o localitate din comuna Metlika, Slovenia, cu o populație de 133 de locuitori.